# Áedán mac Gabráin
 (juin 2025).
Áedán mac Gabráin est roi de Dál Riata de 574 à 608. Il est l'un des souverain les mieux documentés des Îles Britanniques au VIe siècle. Son règne constitue une étape majeure dans l'histoire des relations entre les Gaëls d'Écosse et d'Irlande, mais aussi avec les autres peuples des Îles Britanniques.
Selon Adomnan d'Iona, dans la Vita Columbae (en) rédigée vers 692, Áedán est chrétien et est fait roi par Colomba d'Iona dans un acte constituant une forme précoce de sacralisation chrétienne de la royauté dans le monde celtique.

## Biographie

### Origine
Né vers 532/533, Aidan est, selon les généalogies galloises, le fils de Gabrán mac Domangairt et de Luan, fille du roi breton Brychan de Gododdin[réf. nécessaire].
Avant d'être roi, Aidan aurait combattu à la bataille d'Arfderydd, allié de Morgant et de Gwenddolew ap Ceidio roi de Galloway (qui y perdit la vie), contre Rhydderch Hael, roi de Strathclyde et Urien, roi de Rheged. Il semble qu’à cette époque, le Dalriada irlandais était vassalisé par Báetán mac Cairill (572-581), roi du Dál Fiatach et « rig h-Erenn & Alban », à qui il devait payer un tribut.

### Règne

#### Intronisation

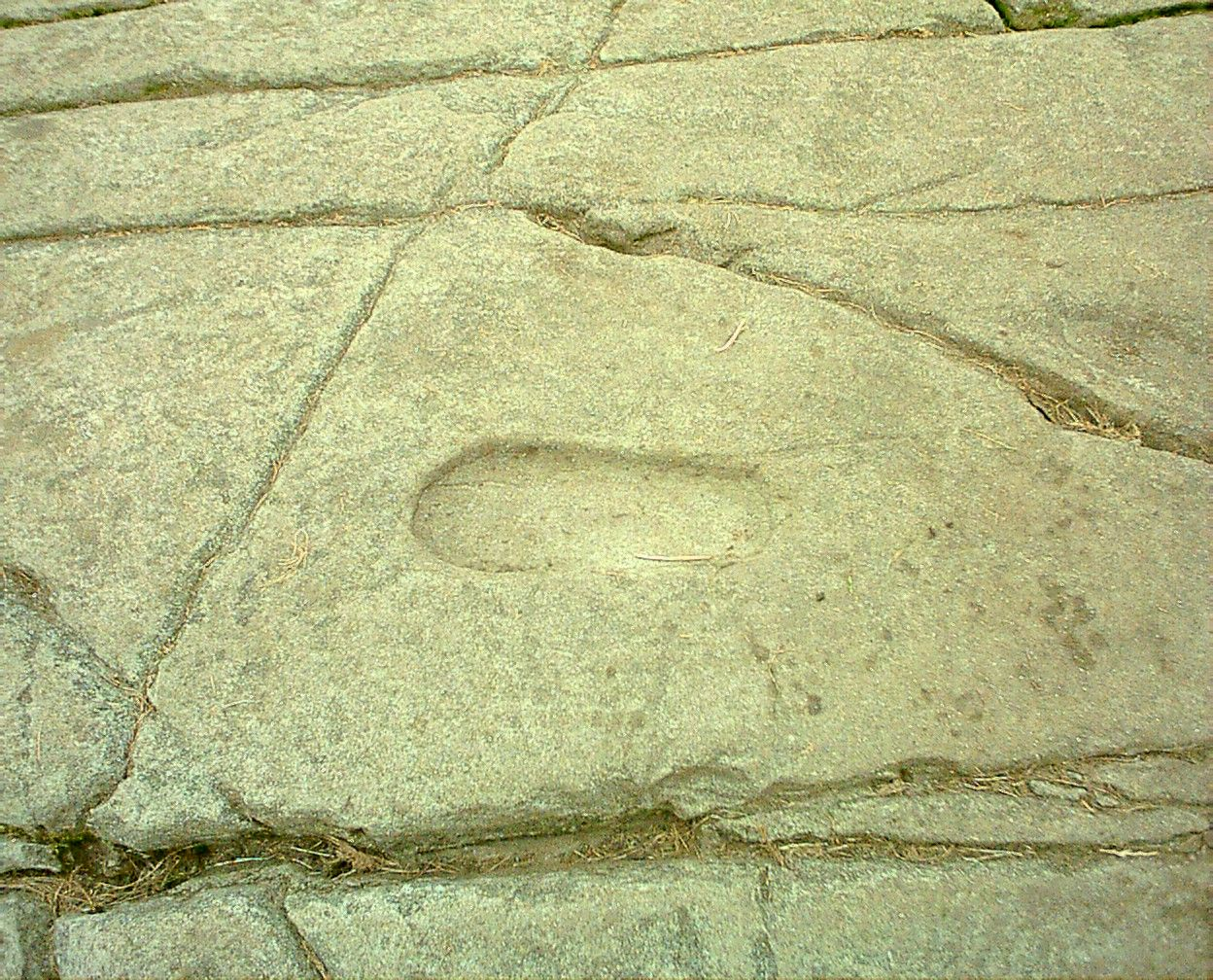
Empreinte de pied, utilisée lors des cérémonies d'intronisation des rois de Dal Riada à Dunadd.

Après la mort du roi scot Conall mac Comgaill en 574, son fils et successeur Dunchad est tué dans une bataille à Delgon dans le Kintyre, soit lors d’un combat contre les Pictes ou dans une guerre civile contre ses cousins du Cinel nGabráin qui « périrent nombreux dans la rencontre » (576).
L’abbé Colomba usa de son influence pour couronner roi à Iona Áodhan (Áedan mac Gabráin), fils du prédécesseur du roi défunt, en conformité avec les règles de la tanistrie pratiquées dans les royaumes irlandais, mais au détriment des droits d’Eòganán mac Gabráin, le pieux fils aîné de Gabhran, écarté de la royauté par le saint qui lui était pourtant favorable à la suite de l’intervention d’un ange.
En 575, le roi, accompagné de saint Colomba, participe au concile de Druim Ceat (Comté de Derry), en Irlande, où le Dalriada écossais est reconnu indépendant par Áed mac Ainmerech du Cenél Conaill des O’Neill du Nord, le futur ard ri Érenn, sous réserve qu’il le soutienne toujours dans les conflits purement irlandais.

#### Conquêtes militaires
Aedán mène plusieurs campagnes militaires : il attaque les Orcades (alors pictes) vers 579, puis remporte la bataille de Manonn (~581), peut-être dans l’île de Man ou la région de Manau Gododdin.
Afin de briser l’offensive des Angles, qui avaient écrasé les royaumes brittoniques du nord, Aedan s’était allié aux Bretons contre le conquérant Ethelfrith de Northumbrie (593-617). Les Annales irlandaises mentionnent en 600 une bataille « des Saxons » perdue, mais où le frère du roi des Angles « Ainfrith » aurait été tué par Máel Umai mac Báetáin de Dál nAraidi. Il semble que le même événement soit évoqué par la Chronique anglo-saxonne en 603. Quant à Bède le Vénérable, pour la même année, il précise que ce combat eut lieu à « Degsastan » et nomme Théodbald le frère du roi des Angles tué avant de conclure que « depuis cette époque jusqu’au temps présent aucun roi des Scots de Bretagne ne se risqua plus en Bretagne pour faire la guerre au peuple des Angles ».
Aedan serait mort après un règne de 28 ans, âgé d’environ 75 ans, un 17 avril 606 ou 607, mais plus vraisemblablement 608, sans doute après avoir abdiqué.

#### Légendes issues des annales
Saint Adomnan rapporte qu’un jour, le roi des Scots demanda à saint Colomba lequel de ses trois fils aînés, Artuir, Eochaid Find ou Domangart, devrait selon lui succéder à sa mort. L’évêque répondit qu’aucun d’eux ne régnerait jamais car ils seraient tous tués au combat. Le saint demanda alors au roi de faire venir ses plus jeunes fils et lorsque Eochaid Buide, quatrième héritier mâle, se présenta devant lui, il le bénit et déclara à son père : « Voilà celui qui te survivra ! ».
L’auteur précise ensuite que « c’est ainsi qu’il en est survenu en son temps, comme prévu » et qu’Artuir et Eochaidh Find trouvèrent la mort peu après, lors d’une bataille contre les Maetae ou Miathis, et que Domangart fut tué en « Saxonia », c'est-à-dire en Lothian. Il semble en fait que ce dernier prince mourut en 596 avec un autre de ses frères, Bran, dans la plaine de Circinn, en luttant contre des Irlandais et qu’Artuir périt à la bataille de « Camlanna » en luttant contre les Angles et un parti de Bretons qui avait franchi le mur d'Antonin. Pour certains auteurs modernes, la mort de cet « Artuir » historique pourrait être l’un des prototypes de celle du mythique roi Arthur à la bataille de Camlann.
Enfin, Aedan apparaît du fait d'une curieuse confusion dans le Bonedd Gwŷr y Gogledd sous le nom  « Aeddan Fradog »  comme un fils de Dumnagual Hen.

## Postérité
Aedán apparaît dans plusieurs récits littéraires irlandais, tels que le Scéla Cano meic Gartnáin (en). Il y est décrit comme roi d’Alba, en conflit avec les Anglo-Saxons, ce qui reflète la réalité historique. Son nom est également attesté en Pays de Galles, notamment dans les Annales Cambriae où il est le seul roi de Dál Riata mentionné, et dans des poèmes comme les Y Gododdin. Il pourrait y être mentionné sous le nom d’Aeᵭan.
Certaines Triades galloises le désignent comme chef d’une des « Trois fidèles bandes de guerre », bien qu’une confusion des noms y apparaisse (Gauran mab Aeᵭan au lieu d’Aedán mac Gabráin). Dans d'autres traditions galloises, il reçoit l’épithète de Bradawg (« le Traître ») et est associé à la légende des enfants de Brychan, où figure un certain Aidan Bratauc, fils d’une fille de Brychan.

## Descendance
Le Senchus Fer n-Alban lui accorde une postérité totale de sept fils :
- Eochaid Find † en 594[18] père (?) de Failbe mac Eochaid tué en 629[19] ;
- Eochaid Buide ;
- Tuathal ;
- Bran † en 594/596[20] ;
- Baithme ;
- Conaing mac Aedain mac Gabrain mort noyé en 622[21]. Il est le père de Rigullan mac Conaing tué en 629[22] ;
- Gartnait, qui serait un fils aîné (?) d’Aedan, né d'une princesse picte (?), il aurait régné sur les Pictes de 584 jusqu’à sa mort en 599[23] comme successeur de son oncle Brude mac Malechon tué au combat d’Asreith en Circinn en luttant contre les Pictes du sud révoltés (584)[24].

Par ailleurs :
- une fille d'Aedan aurait épousé un prince de Northumbrie exilé et serait la mère de Osric mac Albruit prince royal des Saxons † en 629[22] tué aux côtés de ses cousins Failbe et Rigullan ;
- Maithgemm aurait épousé Cairell mac Muiredaig Muinderg du Dál Fiatach, roi d'Ulaid dont un fils:  saint Molaisse.

Enfin, Adomnan dans sa vie de saint Colomban attribue au roi deux fils aînés supplémentaires :
- Artuir † en même temps qu'Eochaid Find (594)[18] ;
- Domangart † en 594/596[20] en combattant au Lothian.

L' historiographie contemporaine synthétise ces différentes versions en lui accordant six fils.
- Gartnait ;
- Bran † en 594/596 ;
- Eochaid Find † 594/596 ;
- Tuathal ;
- Conaing † vers 622 ;
- Eochaid Buide .